# Любимовка (Криничанский район)
Любимовка (укр. Любимівка) — село,
Семеновский сельский совет,
Криничанский район,
Днепропетровская область,
Украина.
Код КОАТУУ — 1222086004. Население по переписи 2001 года составляло 21 человек.

## Географическое положение
Село Любимовка находится в 2 км от сёл Любомировка, Котляровка и Яблоневое.
По селу протекает пересыхающий ручей с запрудой.